# Storojevoï
Le Storojevoï (Cторожевой) est une frégate de la Marine soviétique de classe Krivak (3 375 tonnes, 240 hommes d'équipage, armée d'ogives nucléaires).

## Historique
Le 9 novembre 1975, des mutins, maltraités par un manque de nourriture et une discipline implacable selon l'ancien capitaine de corvette américain Gregory Young, se laissèrent entraîner par le commissaire politique Valery Sabline afin de prendre le contrôle de la frégate. Ils tentèrent de gagner Leningrad pour y déclencher une révolution communiste antibureaucratique. Rattrapée et bombardée par l'aviation, elle fut contrainte de revenir à Riga, son port de départ, où l'équipage fut jugé. Les services de renseignement occidentaux ont pensé, sur le moment, que Sabline et les mutins voulaient gagner la Suède.
Cette tentative a partiellement inspiré le roman À la poursuite d'Octobre Rouge de Tom Clancy,.